# 2019-es magyar úszóbajnokság
A 2019-es magyar úszóbajnokságot, amely a 121. magyar bajnokság, teljes nevén CXXI. Országos Bajnokság Széchy Tamás emlékére, 2019. március 27 és 30. között rendezték meg Debrecenben.

## Férfiak
| Versenyszám                               | Arany                                                       | Arany    | Ezüst                                                                        | Ezüst    | Bronz                                                                       | Bronz    |
| ----------------------------------------- | ----------------------------------------------------------- | -------- | ---------------------------------------------------------------------------- | -------- | --------------------------------------------------------------------------- | -------- |
| 50 m gyorsúszás Döntő: március 27.        | Lobanovszkij Maxim Győri UE                                 | 21,79    | Németh Nándor BVSC                                                           | 22,18    | Takács Krisztián Győri UE                                                   | 22,33    |
| 100 m gyorsúszás Döntő: március 29.       | Németh Nándor BVSC                                          | 48,17    | Kozma Dominik BVSC                                                           | 48,89    | Milák Kristóf Bp. Honvéd                                                    | 49,23    |
| 200 m gyorsúszás Döntő: március 30.       | Kozma Dominik BVSC                                          | 1:45,77  | Milák Kristóf Bp. Honvéd                                                     | 1:46,90  | Németh Nándor BVSC                                                          | 1:47,80  |
| 400 m gyorsúszás Döntő: március 28.       | Milák Kristóf Bp. Honvéd                                    | 3:50,56  | Holló Balázs Egri UK                                                         | 3:51,03  | Rasovszky Kristóf Balaton UK                                                | 3:51,38  |
| 800 m gyorsúszás Döntő: március 30.       | Kalmár Ákos Bajai Spartacus                                 | 7:54,57  | Rasovszky Kristóf Balaton UK                                                 | 7:54,63  | Gyurta Gergely UTE                                                          | 7:59,86  |
| 1500 m gyorsúszás Döntő: március 27.      | Kalmár Ákos Bajai Spartacus                                 | 15:03,08 | Gyurta Gergely UTE                                                           | 15:04,76 | Rasovszky Kristóf Balaton UK                                                | 15:08,86 |
| 50 m hátúszás Döntő: március 30.          | Bohus Richárd BVSC                                          | 24,99    | Balog Gábor Győri UE                                                         | 25,04    | Szentes Bence Győri UE                                                      | 25,09    |
| 100 m hátúszás Döntő: március 27.         | Balog Gábor Győri UE                                        | 54,18    | Telegdy Ádám Kőbánya SC                                                      | 54,44    | Bohus Richárd BVSC                                                          | 54,55    |
| 200 m hátúszás Döntő: március 29.         | Telegdy Ádám Kőbánya SC                                     | 1:56,98  | Kovács Benedek Érd                                                           | 1:59,24  | Zombori Gábor Budafóka                                                      | 2:01,01  |
| 50 m mellúszás Döntő: március 30.         | Szilágyi Csaba Hódmezővásárhelyi SUVC                       | 26,83    | Szöllősi Martin Dunaferr SE                                                  | 28,56    | Bőhm Sebestyén BVSC                                                         | 28,62    |
| 100 m mellúszás Döntő: március 27.        | Szilágyi Csaba Hódmezővásárhelyi SUVC                       | 59,40    | Takács Tamás BVSC                                                            | 1:01,38  | Bőhm Sebestyén BVSC                                                         | 1:02,28  |
| 200 m mellúszás Döntő: március 29.        | Kutasi Máté Vasas SC                                        | 2:13,18  | Horváth Dávid Kőbánya SC                                                     | 2:13,18  | Okos Ákos Vasas SC                                                          | 2:14,65  |
| 50 m pillangóúszás Döntő: március 28.     | Szabó Szebasztián Győri UE                                  | 22,99    | Cseh László BVSC                                                             | 23,47    | Takács Krisztián Győri UE                                                   | 23,80    |
| 100 m pillangóúszás Döntő: március 30.    | Szabó Szebasztián Győri UE                                  | 51,34    | Milák Kristóf Bp. Honvéd                                                     | 52,00    | Cseh László BVSC                                                            | 52,30    |
| 200 m pillangóúszás Döntő: március 27.    | Milák Kristóf Bp. Honvéd                                    | 1:53,19  | Kenderesi Tamás Pécsi SN                                                     | 1:53,42  | Biczó Bence Ferencváros                                                     | 1:56,13  |
| 200 m vegyes úszás Döntő: március 28.     | Cseh László BVSC                                            | 1:59,34  | Bernek Péter BVSC                                                            | 1:59,58  | Verrasztó Dávid Ferencváros                                                 | 2:00,24  |
| 400 m vegyes úszás Döntő: március 29.     | Verrasztó Dávid Ferencváros                                 | 4:12,65  | Bernek Péter BVSC                                                            | 4:12,80  | Gyurta Gergely UTE                                                          | 4:14,79  |
| 4 × 100 m gyorsváltó Döntő: március 29.   | BVSC Bohus Richárd Kozma Dominik Bernek Péter Németh Nándor | 3:18,42  | Győri UE Szabó Szebasztián Gyárfás Bence Lobanovszkij Maxim Takács Krisztián | 3:19,96  | Egri UK Pap Bálint Holló Balázs Lakatos Dávid Angyal Mátyás                 | 3:25,91  |
| 4 × 200 m gyorsváltó Döntő: március 28.   | BVSC Kozma Dominik Németh Nándor Cseh László Bernek Péter   | 7:24,70  | Egri UK Holló Balázs Lakatos Dávid Pap Bálint Angyal Mátyás                  | 7:26,90  | Ferencváros Biczó Bence Hímer Krisztofer Török Dominik Márk Verrasztó Dávid | 7:30,23  |
| 4 × 100 m vegyes váltó Döntő: március 30. | BVSC Bohus Richárd Takács Tamás Cseh László Németh Nándor   | 3:38,51  | Kőbánya SC Telegdy Ádám Horváth Dávid Pulai Bence Berecz Balázs              | 3:42,97  | Győri UE Balog Gábor Dér Denisz Takács Krisztián Lobanovszkij Maxim         | 3:43,73  |

### Nők
| Versenyszám                               | Arany                                                                                   | Arany    | Ezüst                                                                             | Ezüst    | Bronz                                                                    | Bronz    |
| ----------------------------------------- | --------------------------------------------------------------------------------------- | -------- | --------------------------------------------------------------------------------- | -------- | ------------------------------------------------------------------------ | -------- |
| 50 m gyorsúszás Döntő: március 27.        | Senánszky Petra Debreceni Sportcentrum                                                  | 25,75    | Molnár Flóra Délzalai Vízmű                                                       | 25,79    | Kurdi Zsófia DMTK-KVSE                                                   | 25,86    |
| 100 m gyorsúszás Döntő: március 29.       | Jakabos Zsuzsanna Győri UE                                                              | 55,43    | Kurdi Zsófia DMTK-KVSE                                                            | 55,65    | Verrasztó Evelyn Ferencváros                                             | 55,76    |
| 200 m gyorsúszás Döntő: március 30.       | Hosszú Katinka Iron Swim Budapest                                                       | 1:57,78  | Késely Ajna Kőbánya SC                                                            | 1:59,94  | Verrasztó Evelyn Ferencváros                                             | 2:00,44  |
| 400 m gyorsúszás Döntő: március 28.       | Késely Ajna Kőbánya SC                                                                  | 4:05,12  | Kapás Boglárka UTE                                                                | 4:05,56  | Hosszú Katinka Iron Swim Budapest                                        | 4:09,01  |
| 800 m gyorsúszás Döntő: március 27.       | Késely Ajna Kőbánya SC                                                                  | 8:28,19  | Gál Kincső Debreceni Sportcentrum                                                 | 8:45,31  | Mihályvári-Farkas Viktória Ferencváros                                   | 8:47,84  |
| 1500 m gyorsúszás Döntő: március 30.      | Késely Ajna Kőbánya SC                                                                  | 16:22,57 | Kapás Boglárka UTE                                                                | 16:22,96 | Mihályvári-Farkas Viktória Ferencváros                                   | 16:47,45 |
| 50 m hátúszás Döntő: március 30.          | Burián Katalin BVSC                                                                     | 28,72    | Dobos Dorottya Győri UE                                                           | 29,50    | Ilyés Laura Vanda Százhalombattai VUK                                    | 29,70    |
| 100 m hátúszás Döntő: március 27.         | Burián Katalin BVSC                                                                     | 1:00,67  | György Réka Vasas SC                                                              | 1:01,51  | Dobos Dorottya Győri UE                                                  | 1:02,70  |
| 200 m hátúszás Döntő: március 29.         | Burián Katalin BVSC                                                                     | 2:08,50  | Hosszú Katinka Iron Swim Budapest                                                 | 2:10,62  | Szabó-Feltóthy Eszter Vasas SC                                           | 2:12,27  |
| 50 m mellúszás Döntő: március 30.         | Sztankovics Anna Miskolci VSI                                                           | 31,47    | Szurovcsák Ivett Nyíregyházi Sportcentrum                                         | 31,71    | Kurdi Zsófia DMTK-KVSE                                                   | 32,12    |
| 100 m mellúszás Döntő: március 27.        | Békési Eszter Egri UK                                                                   | 1:08,95  | Sztankovics Anna Miskolci VSI                                                     | 1:09,40  | Szurovcsák Ivett Nyíregyházi Sportcentrum                                | 1:09,97  |
| 200 m mellúszás Döntő: március 29.        | Békési Eszter Egri UK                                                                   | 2:28,84  | Vécsei Réka Miskolci VSI                                                          | 2:32,17  | Okos Glória Iron Swim Budapest                                           | 2:34,35  |
| 50 m pillangóúszás Döntő: március 28.     | Molnár Flóra Délzalai Vízmű                                                             | 26,83    | Bordás Beatrix Hullám '91 ÚE                                                      | 26,95    | Touretski Sasha Győri UE                                                 | 27,00    |
| 100 m pillangóúszás Döntő: március 30.    | Hosszú Katinka Iron Swim Budapest                                                       | 58,68    | Szilágyi Liliána Ferencváros                                                      | 59,07    | Jakabos Zsuzsanna Győri UE                                               | 59,41    |
| 200 m pillangóúszás Döntő: március 27.    | Kapás Boglárka UTE                                                                      | 2:07,37  | Szilágyi Liliána Ferencváros                                                      | 2:07,67  | Hosszú Katinka Iron Swim Budapest                                        | 2:07,91  |
| 200 m vegyes úszás Döntő: március 28.     | Hosszú Katinka Iron Swim Budapest                                                       | 2:10,05  | Jakabos Zsuzsanna Győri UE                                                        | 2:12,75  | György Réka Vasas                                                        | 2:13,81  |
| 400 m vegyes úszás Döntő: március 29.     | Hosszú Katinka Iron Swim Budapest                                                       | 4:35,69  | Kapás Boglárka UTE                                                                | 4:40,56  | Jakabos Zsuzsanna Győri UE                                               | 4:45,03  |
| 4 × 100 m gyorsváltó Döntő: március 29.   | Győri UE Pózvai Kiara Safrankó Sára Gyurinovics Fanni Jakabos Zsuzsanna                 | 3:46,33  | Ferencváros Verrasztó Evelyn Szokol Szonja Fehérvári Réka Szilágyi Liliána        | 3:50,74  | Kőbánya SC Késely Ajna Berecz Blanka Seres Anna Onofer Enikő             | 3:53,72  |
| 4 × 200 m gyorsváltó Döntő: március 28.   | Ferencváros Verrasztó Evelyn Fehérvári Réka Mihályvári-Farkas Viktória Szilágyi Liliána | 8:16,18  | Kőbánya SC Késely Ajna Berecz Blanka Rohács Réka Onofer Enikő                     | 8:18,00  | Győri UE Gyurinovics Fanni Dobos Dorottya Pózvai Kiara Jakabos Zsuzsanna | 8:19,28  |
| 4 × 100 m vegyes váltó Döntő: március 30. | Győri UE Dobos Dorottya Sebestyén Dalma Jakabos Zsuzsanna Gyurinovics Fanni             | 4:09,89  | Vasas SC Szabó-Feltóthy Eszter Szabó-Feltóthy Laura Galamb Szimonetta György Réka | 4:14,97  | BVSC Burián Katalin Bakondy Beáta Nagy Réka Beliczai Bóra                | 4:15,91  |

### Vegyes
| Versenyszám                               | Arany                                                                             | Arany   | Ezüst                                                    | Ezüst   | Bronz                                                                         | Bronz   |
| ----------------------------------------- | --------------------------------------------------------------------------------- | ------- | -------------------------------------------------------- | ------- | ----------------------------------------------------------------------------- | ------- |
| 4 × 100 m gyorsváltó Döntő: március 27.   | Győri UE Lobanovszkij Maxim Szabó Szebasztián Gyurinovics Fanni Jakabos Zsuzsanna | 3:30,70 | BVSC Németh Nándor Kozma Dominik Beliczai Bóra Nagy Réka | 3:32,85 | Debreceni Sportcentrum Holoda Péter Sándor Benedek Senánszky Petra Gál Kincső | 3:35,56 |
| 4 × 100 m vegyes váltó Döntő: március 29. | Győri UE Balog Gábor Sebestyén Dalma Szabó Szebasztián Gyurinovics Fanni          | 3:53,29 | BVSC Ádám Henrietta Takács Tamás Cseh László Nagy Réka   | 3:57,54 | Hódmezővásárhelyi SUVC Petrovic Péter Szilágyi Csaba Batta Orsolya Szőke Zita | 3:57,76 |